# Henryk (książę Saksonii-Römhild)
Henryk (ur. 19 listopada 1650 w Gocie, zm. 13 maja 1710 w Römhild) – książę Saksonii w księstwie Saksonii-Gothy-Altenburga od 1674 do 1680 (wraz z braćmi), po podziale od 1680 samodzielny książę Saksonii-Römhild.

## Życiorys

Obszar księstwa Saksonii-Römhild w 1680 na tle granic saskich księstw na terenie Turyngii

Henryk był jednym z licznych synów księcia Saksonii-Gothy-Altenburga Ernesta I Pobożnego z rodu Wettinów i Elżbiety Zofii, córki księcia Saksonii-Altenburg Jana Filipa. Żoną Henryka była Maria Elżbieta (1656–1715), córka landgrafa Hesji-Darmstadt Ludwika VI. Nie miał dzieci. W 1691 przejął na krótko regencję w księstwie Saksonii-Gothy-Altenburga. Dziedzictwo po Henryku było przedmiotem zbrojnego konfliktu między jego krewnymi.